# Sosnivka, Șîșakî
Sosnivka (în ucraineană Соснівка) este un sat în comuna Iareskî din raionul Șîșakî, regiunea Poltava, Ucraina.

## Demografie
Componența lingvistică a localității Sosnivka
     Ucraineană (94,81%)
     Rusă (5,19%)
Conform recensământului din 2001, majoritatea populației localității Sosnivka era vorbitoare de ucraineană (94,81%), existând în minoritate și vorbitori de rusă (5,19%).